# Шульце, Свен (политик)
Свен Шульце (нем. Sven Schulze род. 31 июля 1979 в Кведлинбурге) — немецкий политик, член Христианско-Демократического союза Германии (ХДС) и депутат Европейского парламента от Европейской народной партии.

## Биография
Шульце изучал промышленную инженерию в Клаустальском техническом университете и потом работал менеджером по продажам в инженерной компании средней величины в Гарце.
Шульце женат и имеет двоих детей.
В 1997 году он вступил в ХДС и молодёжный союз (молодёжь ХДС). Он был членом городского управления Хетеборна и окружного совета Кведлинбурга.
Начиная с 2006 года он является членом правления ХДС Саксонии-Анхальт и председателем молодёжного союза Саксонии-Анхальт. В 2011 году он становится председателем рабочего комитета по европейским делам Саксонии-Анхальт.
В 2014 году он был избран в Европейский парламент, где является членом комитета по занятости и социальным вопросам, делегации по налаживанию диалога со странами Машрик, и делегации парламентарной ассамблеи — союз средиземноморских стран.